# 广州人
广州人（英文：Cantonese，可擴展指粵人），视乎语境不同有多重意思，一般指在有历史记载时期中，祖籍、籍贯或出生成长地在广州，有长期生活在广州的经历，与广州文化有强烈联系，以广州此城为身份认同的华人。

## 概覽
广州本地人口主要属于由广府民系、客家民系及潮汕民系構成的漢族，以及其他民族如满族、回族，也有來自外國的群体移民成为广州人。
广州作为中国南方的大都会，历代都有大量人口进出，大部分人口来自广东省内，也有来自其它省份或海外的人口。由于“广州”的行政范围在历朝有诸多变迁，本条目基本以广州市今日的行政管辖范围为限。

### 身份認同
- 广州本地人一般认为，懂得纯正广州话，热爱并了解广州本土文化，且土生土长的人，才算得上是廣州人。
- 基於廣州戶口構築，部分新移民和外地人會認為只要持有當局核發的廣州戶口，就可以廣州人身份對外，但對於本地社會來說，第一點的前兩項不可或缺，同時還要热爱并了解广州本土文化；
- 而曾經在廣州長久居住、成長或出生，或與廣州有文化情感聯繫的人，也可以自我認同是廣州人；
- 籍貫或長居在白雲區（新市以北等鄉鎮）、花都區、番禺區、增城市及從化市等遠郊區的人士，會有限於認可本鄉村、本片區或完整認可身份的分歧，基於以前這些地方屬於郊區、郊縣，不在廣州城區範圍；

- 白雲部分區域、花都、番禺、增城及從化等地方長大的人在與廣州本地人交流時也認為自己是當地人，例如番禺的會說自己是番禺人，一般不會稱自己是廣州人；

- 廣州人舊時慣稱廣東省珠江三角洲一帶的地方做「四鄉」；

- 政府也會宣稱只要是在廣州打工的外來工也算廣州人，稱「新廣州人」。

## 語言文化
廣州是歷史悠久的通商口岸，海外華僑眾多，幾乎每個廣州人都有親戚在港澳或海外，所以廣州人客觀具有容納多種不同地域文化共存的傳統。 
在中華民國時期及之前，廣州的學校都使用廣州話母語授課。至中國共產黨建政後開始打壓粵語，學校全部改為普通話，且不保留母語課程，繼而宣傳在學校說廣州話不文明對學生進行處罰等措施。在文化大革命時期，所有粵語歌、粵曲等都被取締，換成鋪天蓋地的普通話革命紅歌，這時廣州人就把這些歌曲改成粵語的惡搞歌詞自娛自樂。從此時起，廣州作為粵語中心區的角色被香港所取代，粵方言至今仍然是香港官方語言，沒有當局的行政干預使其得到充分的繁榮和發展。 
1980年代，隨著改革開放，偷偷翻錄香港的廣東歌流行曲錄音帶的日子成為過去，廣州和香港的交流在中斷差不多30年後才重新駁回。但是，缺失對粵語系統地教學和常年以來並且仍在進行的政治推普宣傳，使廣州的年輕一代逐漸不能流利說出的標準的音調和傳統詞彙，普通話詞組的直譯比比皆是。從1950年代開始被當局強行取消的傳統粤式郵政式拼音，是1949年之前廣州市的主要英文拼寫方案，在二十一世紀香港開放自由行後逐漸才被廣州人所重新認識，但很多人已認為那些是「香港拼音」（參見廣州地名），而實際上是源自廣州，現今在海外的使用率比廣州還多。
到近年來，當局仍然不時有小動作挑戰廣州人的底線，例如有公共交通线路多次被發現在部分路線取消粵語報站，但解釋都是故障或「沒有儲存空間」，官方機構的熱線電話沒有粵語電腦語音服務，在學校和政治科試卷宣傳說粵語是「不文明」等。到了2010年的市政協委員建議取消廣州電視台的粵語廣播後終於令廣州人忍無可忍而上街示威。
當局也喜歡把公租房、廉租房、限價房（即香港的公屋、居屋）興建在城鄉結合部，為了賣地賺錢而幾乎不會選擇市區地段，其目的是「抽疏老城區」，例如白雲區的金沙洲新社區和同德圍、芳村地區的芳和花園、海珠區的毛紡廠（非舊城所在的河南區域）、天河區廣氮花園等地，使廣州市民被迫搬離舊區。而在西關恩寧路的「危房改造工程」中，當局只為有產權的居民提供回遷方案，而且是回遷到距離這地塊約一公里外的待興建小區，其餘公私房（樓）租客部分要遷到靠近佛山市南海區大瀝鎮黃岐的金沙洲新社區，部份遷到天河區的珠江新城，部分自謀出路，引起有關社區文化傳承的擔憂與爭論 。

### 原居民與移民關係
部分廣州人認為，當局打壓與受其影響抗拒融入社會的外地人過多，造成廣州粵語被邊緣化。在對比香港2012年的「蝗蟲論」下，有部分廣州人深有共鳴，產生或多或少的排外心理，認為廣州如能像香港般就好。每年的春節假期，也是廣州一年之中最乾淨的日子。
部分外地人認為，沒有外來工，沒有人肯做低下崗位，廣州就沒有今天的建設成就，聲稱廣州人存有「優越感」。廣州人則認為在中華民國及清朝以前，廣州的城市建設大部分是靠自己人，國民政府的廣東政策是「粵人治粵」。為緩解與日俱進的外來人口所帶來的交通壓力，當局為了興建鐵路而拆毀了中山路的大段的騎樓，使大批老字號消失，而那些是廣州人的集體回憶。而低下崗位（清潔工和建築工人等）因為中國大陸的勞動力太多，工資也極低，廣州人做這些工作無法在市區立足，相反香港有最低工資和最低工時保障，在那裡從事低層崗位的均仍是香港人。
在由廣州人主導的2010年廣州撐粵語行動中，整個遊行過程均是理性表達訴求。但在2012年中国反日示威活动中由外省人主導的遊行，出現乘機破壞和趁火打劫的情況，致使有廣州民眾稱：「衝入酒店、衝擊店舖的人都是說普通話，夾雜各地口音」，對他們扮成廣州人到處搞事感到憤怒。當晚有廣州的中學生自發在遊行路段打掃及清理街道，這種在中國大陸少有發生的「文明舉動」引起香港媒體關注，官方香港電台特別予以報導，台灣的中央社轉載。

## 傳統生活模式
廣州人性格低調、務實和温顺。称呼邻里为“隔離鄰舍”，住在附近的人為“街坊”，邻里关系好且樂於守望相助，習慣和氣生財。
- 語言文字：講粵語廣州話，經歷長年打壓政策，不少新生代的廣州人已經常使普通話直譯的粵語詞而不使用粵語原有的詞彙，部分人連普通詞彙的讀音也出錯。受多個香港、澳門電視台的影響，廣州人大部分都會看繁體中文，本土年輕人在網上使用正體字和粵語中文字的比例也較多。

- 饮茶：飲茶為老一輩廣州人的日常必需，由早茶至午夜茶都有人光顧，因此廣州茶樓普遍開至深夜，上茶樓亦成為廣東文化的重要組成部分。

- 粵菜：蔬菜類一般较北方人清淡，魚肉卻讲求鲜味，喜欢吃海鲜野味。家庭菜多以清蒸加炒菜的清淡口味为主，而在酒楼则以鲜味为主。在舊時，廣州部分人士口味广，什麼都敢吃。因此有外省媒体批评，基本上“天上飞的，地上爬的，水中游的”，“背脊朝天”的都敢吃。但二十一世紀以來食肆已甚少見到有貓、狗等供應。

- 涼茶：因應濕熱氣候，廣州人以涼茶消暑。

- 煲汤：廣州人喜歡熬湯，熬湯被認為更容易煮出食物的營養，因此有「廣東老火靚湯」之名。

- 火鍋（俗寫：[打邊爐] 错误：{{Lang}}：無法辨識語言標籤 zh-yue（帮助））：廣州人當有親朋好友同聚時，以打邊爐代替煮菜。材料多數以羊、兔等的御寒肉類，廉價的通常為雞、鴨、鵝等。現代打邊爐的食材則更趨多元。

- 宵夜：廣州人有在深夜至睡前吃小吃的習慣，意在地道方便。

- 知慳識儉：不喜鋪張浪費，不亂花無謂錢，外出茶樓食肆就餐喜歡打包，喜歡「抵食夾大件」。

- 公民社會：廣州人的議政參政程度較高，曾出現拇指妹、舉牌哥[5]等問政活動迫使當局改變政策的例子；南方電視台彭彭（彭维纳）的敢言風格曾被香港電台《頭條新聞》、《太陽報》[6]及《蘋果日報》[7][8]報導；廣州電視台《新闻日日睇》前主持人陈扬亦一樣受到廣泛關注。

### 新移民问题
广东省人口从20世纪六七千万激增到现时超过一亿一千多万，外来人口在过去二三十年无节操地增长，使广东成为第一大移民大省，人口较越南（人口约八九千万)还要多出两三千万，广州市人口也从原来五六百万人激增超过千多万。近十几年社会治安变得异常复杂，有认为与大量外省人士进入广东纪律部队有关，为巩固自身势力外来人士可能联群结党安置亲属及老乡到所在地基层单位工作。批评指出这类人士连最起码的当地语言都不会却恬不知耻放言“为当地作贡献”，有些地方居然还出现外来人口多过原驻民的奇怪现象。
需要指出现时大陆政制下非城市人口可能依靠户籍占有土地或宅基地，而城市人口是并无如此权利的，这样一来在城市内两种人口在城市福利竞争中非城市人口显得更有资源优势，被市民批评是“占有两种资源非常爽”。
有建议要求政府严控湖南河南四川东北这些人口大省人士跨省工作定居，强制遣返外来人口回原籍，将广东人口控制在8000万人以内。

## 廣州名人
| 領域         | 人物 |
| ------------ | --- |
| 政治軍事界   | 虞汜、崔與之、李昴英、陳子壯、黎遂球、莊有恭、駱秉章、洪秀全、洪仁玕、馮雲山、許應騤、許應鑅、鄧世昌、梁誠、胡漢民、朱執信、汪精衛、古應芬、潘達微、史堅如、許崇智、許崇灝、胡毅生、許廣平、何香凝、江孔殷、陳公博、李福林、謝瀛洲、雷潔瓊、孫科、歐初、葉選平、羅富和        |
| 學術界       | 楊孚、湛若水、梁佩蘭、梁廷枏、陳澧、屈大均、梁鼎芬、汪兆鏞、賴際熙、許崇清、金曾澄、商衍鎏、商承祚、梁方仲、梁嘉彬、梁棟材、彭加木、葉叔華、潘漢典、張恩虬、鄭平、蘇鏘、范海福、冼鼎昌、姜中宏、肖蔭堂、葉恒強、陳宗南、何炳林、鄧景發、申泮文、盧永根、黃省三、鄒讜 、李卓敏 |
| 工程與醫學界 | 詹天佑、關元昌、淩鴻勛、潘健生、羅明燏、鄔賀銓、劉廣志、鍾南山、李紹珍、關景良、關頌聲 |
| 宗教界       | 仰山慧寂、李明徹 |
| 商界         | 伍秉鑑、伍崇曜、潘振承、潘有度、潘仕成、霍英東、馬萬祺、何添、何賢、馮景禧、何善衡、梁安琪、張力、蘇志剛 |
| 文學藝術界   | 張維屏、居巢、居廉、葉衍蘭、何柳堂、黃世仲、高劍父、高奇峰、陳樹人、冼星海、葉恭綽、廖冰兄、關德興、南海十三郎、小明星、紅線女、麥炳榮、白雪仙、冒廣生、趙少昂、蘇臥農、麥華三、關良                                                                                          |
| 演藝界       | 張活游、關海山、李我、楚原、張悅楷、胡楓、顧嘉煇、黃霑、盧海鵬、袁和平、羅文、郭昶、陳揚 (主持人)、虎艷芬、夏雨 (香港)、朱哲琴、張敬軒、吳亦凡、董嘉耀、俞灝明、巫迪文、海鳴威、鍾楚曦                                                                                        |
| 體育界       | 譚江柏、蘇永舜、區楚良、楊景輝、盧琳、謝杏芳、張潔雯、陳江華、楊伊琳、陳艾森、關天朗、雷聲、樊振東、馮珊珊、劉湘 |